# Mary Beth McDonough
Mary Elizabeth 'Beth' McDonough (Los Angeles, 4 mei 1961) is een Amerikaanse actrice en scenarioschrijfster. 
McDonough is het meest bekend van haar rol als Erin Walton in de televisieserie The Waltons waar zij in 213 afleveringen speelde (1971-1981).

## Biografie
McDonough was van 1988 tot en met 1996 getrouwd en heeft een dochter uit dat huwelijk. In 2011 is zij opnieuw getrouwd. McDonough lijdt aan lupus erythematodes, deze ziekte wijt zij aan de siliconen borstimplantaten die zij in het verleden  liet plaatsen.

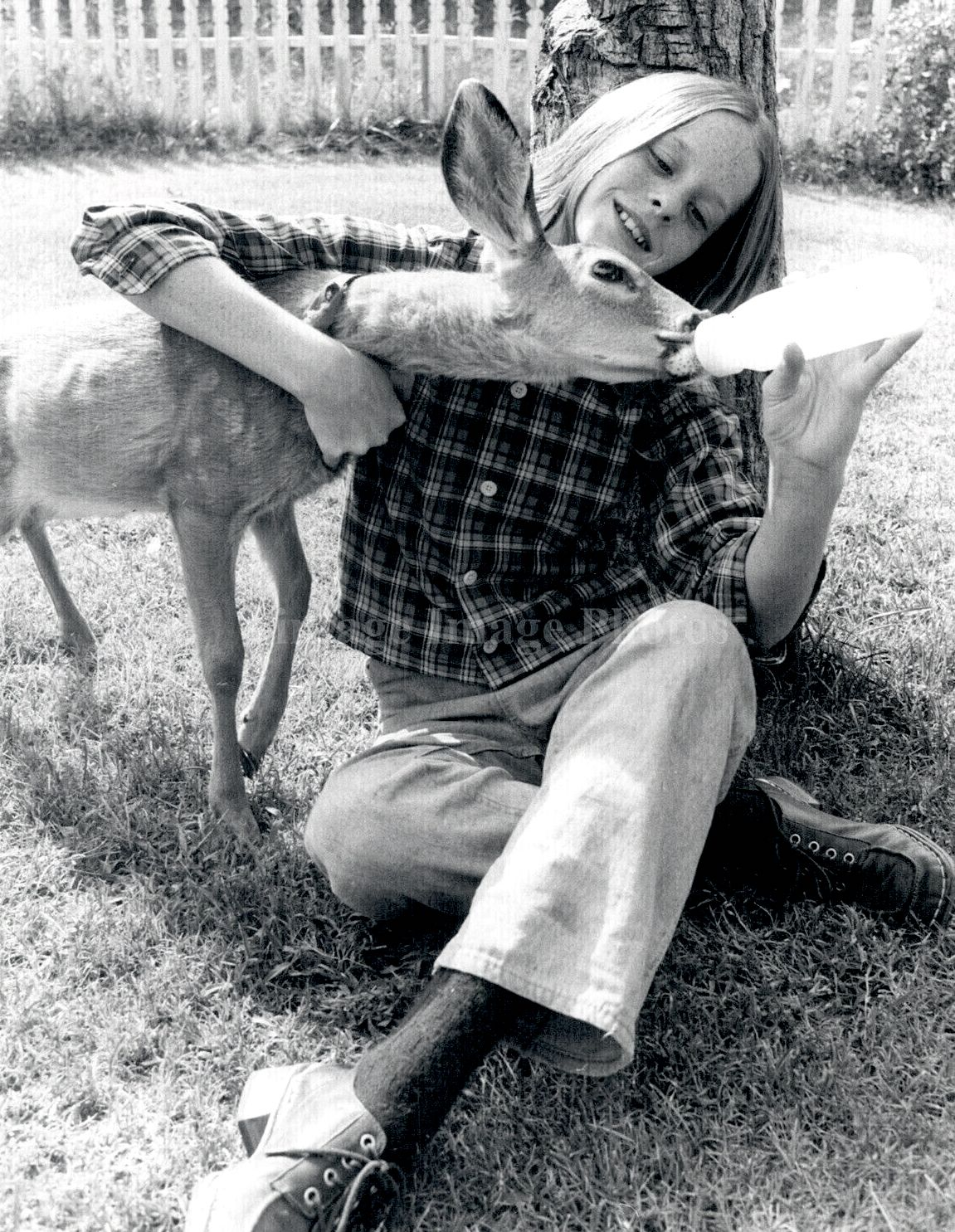
Mary Beth McDonough op de set van
The Waltons in 1973

## Filmografie

### Films
- 2022 The Contested Plains - als Lydia German
- 2018 Christmas on Honeysuckle Lane - als Caroline Reynolds
- 2018 Amateur - als Math Teacher
- 2014 The Costume Shop - als moeder van Jessica
- 2012 Lake Effects – als Elizabeth
- 2007 Christmas at Cadillac Jack's – als Madge
- 2006 Where There's a Will – als Dr. Burton
- 1997 One of Those Nights – als Andrea Harris
- 1997 A Walton Easter – als Erin Walton Northridge
- 1995 A Walton Wedding – als Erin Walton Northridge
- 1994 Heaven Sent – als Kathy Chandler
- 1993 A Walton Thanksgiving Reunion – als Erin Walton Northridge
- 1991 Mom – als Alice
- 1987 Funland – als Kristin Cumming
- 1986 Impure Thoughts – als zuster Juliet
- 1985 Waiting to Act – als Linda
- 1984 Snowballing – als Karen Reed
- 1983 Mortuary – als Christie Parson
- 1982 A Day for Thanks on Walton's Mountain – als Erin Walton Northridge
- 1982 Mother's Day on Waltons Mountain – als Erin Walton
- 1982 A Wedding on Walton's Mountain – als Erin Walton
- 1981 The Other Victim – als vriendin van Zemack
- 1981 Midnight Offerings – als Robin Prentiss
- 1981 Lovely But Deadly – als Denise
- 1980 The Waltons: A Decade of the Waltons – als Erin Walton
- 1971 The Homecomming: A Christmas Story – als Erin

### Televisieseries
Uitgezonderd eenmalige gastrollen.
- 2006-2009 The New Adventures of Old Christine – als mrs. Wilhoite – 8 afl.
- 2002 Will & Grace – als moeder – 2 afl.
- 1971-1981 The Waltons – als Erin Walton – 213 afl.

### Scenarioschijfster
- 2018 Christmas on Honeysuckle Lane - film
- 2001 For the Love of May - korte film

- Biblioteca Nacional de España: XX1735039
- Gemeinsame Normdatei: 1207771538
- International Standard Name Identifier: 0000 0000 2447 667X
- Library of Congress Control Number: n78029705
- SNAC: w6xn2cnk
- Virtual International Authority File: 23397005
- WorldCat: E39PBJyMmmW4WTqtHYGrRt6Frq